# 三峽歷史

## 古今地名
依本條目先後順序排列
- 鵠尾山 : 位於三峽區溪南里
- 土地公埔 : 位於三峽區嘉添里第八鄰
- 圳頭 : 位於三峽區圳頭里
- 三角躅、三角湧 : 三峽區
- 雞籠 : 基隆
- 海山庄 : 三峽區、鶯歌區、樹林區為其範圍
- 南靖厝 : 鶯歌區南靖里
- 大嵙崁溪 : 大漢溪
- 隆恩庄、劉厝埔、麥子園 : 均位於三峽鎮龍埔里
- 鶯歌石 : 鶯歌鎮
- 桃仔園 : 桃園市
- 公館尾 : 三峽鎮秀川里
- 公館後 : 位於三峽鎮永館里
- 礁溪 : 位於三峽鎮礁溪、介壽、中正、安溪四里
- 八張 : 三峽區八張里
- 中埔 : 位於三峽區中埔里
- 大嵙崁 : 桃園市大溪區
- 缺仔庄 : 位於大溪區瑞興里
- 中庄 : 位於大溪區中新里
- 橋仔頭 : 位於鶯歌區二橋里
- 石頭溪、海山口 : 位於樹林區
- 二甲九 : 位於鶯歌區
- 橫溪：三峽區溪南里與溪東里、溪北里各一部分
- 柑林陂 : 位於土城區
- 海山堡 : 原海山莊升格而成，三峽區、鶯歌區、樹林區 + 大溪區為其範圍
- 枋寮 : 位於中和區
- 擺接 : 板橋區

本鎮最早有文獻的舊名其實是三角躅，後來才演變成三角湧，乃至今日的三峽。

## 史前時期
台灣開始有文獻紀錄距今大約只有400年，在此之前統稱史前時代。目前為止，本鎮共計發現有鵠尾山、土地公埔、圳頭等十處遺址，經過系統特徵判斷，三峽屬於圓山文化。

## 17世紀前
三峽一帶的平地地區，在漢人尚未來前，便是雷朗族人的居地，以遊耕農業與狩獵採集維生，種植小米、玉米等作物。僅使用簡單的工具，沒有引水灌溉與施肥。等到土壤肥沃度降低後，就另尋新地，故名遊耕農業。此外對於土地也沒有私有概念，為聚落族人所共有。山麓地區則由泰雅族人所有。

## 17世紀
據說在十七世紀中葉，鄭中貴（一說王中保）從南部步行來到雞籠，曾途經淡水河上游，看到鳶山與獅頭山之山形奇特。當時三峽平原地區（海山一帶）尚屬雷朗族村落，高山上則隸屬大豹，靠近河岸邊的地方則有數個泰雅族村落。
荷西時期與明鄭時期，已有渡海來臺開墾的移民，坐著船沿淡水河，逐漸往上游大漢溪畔的三峽地區開墾，不過真正開發到三峽，據文獻記載是在清朝的康熙年間。當時移民們為了取水及灌溉方便，大都住於水邊，所以三峽移民最早開發的地區是橫溪、三峽河、大漢溪附近(三峽古稱三角湧由來)。
漢人初入三峽開墾時，先向雷朗族部落瞨耕；瞨耕通常是由漢人出價承買，再依議繳納『番大租』。瞨耕有由平埔族社番主動招墾者，亦有立賣契，實則僅承認漢人之租佃權，漢人仍須依例向其繳租。
相傳在康熙二十四年(公元1685年)泉州府安溪人陳瑜獲得開墾海山一帶之墾照，及雷朗族四社的首肯，而海山莊之墾拓、有古契可查者，則以1713年雞籠通事賴科與鄭玲、王謨及朱焜侯等四人，請墾海山莊為最早，其墾戶名為『陳和議』。早期墾拓路線，由南靖厝，慢慢開拓至三角湧，並命名為海山莊。
漢人移民來台入墾後，被泰雅族人視為入侵者，時常揮軍下山出草越界漢人。因此對於漢人來說，開墾與防禦必須同時進行，其措施乃在山壁旁的路徑上設隘門，兩旁則以刺竹破（劈）大皮後的竹片編成雙層「虎并籬」往溪邊及沿山稜而上佈設，隘防由庄民共同出資雇請隘丁防守；白天將門開啟，入夜則關閉，利用地形優勢結合人為屏障構成侵墾線，日後移民的開墾行動繼續往南推展。
漢人移民以較為先進的農耕技術，開鑿水圳方便引水灌溉來種植水稻，生產力因而大增。為了分享用水或受糧食等利誘，當地的雷朗族人陸續將原有土地或租或賣或換給漢人，久而久之，便失去其賴以生存的土地，而被迫遷族往山地。

## 18世紀
公元1736年（乾隆元年）以後陸續有移民由南靖厝越過大嵙崁溪到隆恩埔開墾，即時有漢人向霄裡、龜崙、擺接，武嶗灣四社承瞨埔地墾耕，此地漸成三角湧開墾中心。公元1743年，官方於本地設龍恩租館，並將此地劃為淡水廳淡水堡海山庄，三峽海山一帶平地地區始入清帝國版圖。
公元1745年海山庄庄民開挖龍恩陂（劉厝埔圳）灌溉隆恩庄、劉厝埔、麥子園等農地。公元1747年張敦仁召集墾丁、庄民倡修三角湧經鶯歌石至桃仔園的道路。公元1752年安溪人李國開，選擇在三角湧溪旁的公館尾一帶開墾。公元1755年安溪人董日旭隨後也來開拓本地，遍及三角湧、公館尾、公館後、礁溪、八張、中埔等地。公元1756年陳金定、李朝盛、董張三人倡議建造三角湧至柑園的道路，乾隆二十四年由陳金定、廖張江等續築大嵙崁經缺仔庄、中庄、橋仔頭之道路延伸至三角湧。
在經過漫長的時間打拼後，此時海山庄的人口已初具規模，日漸繁榮。泉州人、漳州人、客家人都有移民，其中以泉州人最多，特別是安溪縣人。
公元1767年（乾隆32年）三角湧、石頭溪、海山口、鶯歌石、中庄、二甲九、橋仔頭等地安溪人倡議興建三峽長福巖(清水祖師廟)，供奉烏面祖師(祖師公)，三角湧因地理位置適中，成為建廟所在地。乾隆三十四年(公元1769年)長福巖正式落成，至此成為三峽安溪人的信仰中心。根據姓氏分成陳姓、李姓、劉姓、林姓、王姓、大雜姓、中庄雜姓等七股，輪值廟務，負責每年正月初六祖師爺誕辰祭祀大典。直到今天，這個傳統活動依然存在，每年總能吸引大批信徒與觀光客來此躬逢其盛。公元1770年李朝盛等人修築三角湧至橫溪的道路。橫溪地區亦有安溪人林姓、陳姓、劉姓、蘇姓等入墾，合稱橫溪四姓，到了今天依然是橫溪地區最有影響力的四大家族。
公元1773年，佃人呂班在橫溪方面認墾之地，即係前述四社所有的公共捕鹿埔地。漢人在此開墾須經四社同意，並繳納租粟（大租）。四社乃招墾以收取大租充為諸社番眾口糧。
公元1775年泉州府永春縣的住民義捐興建興隆宮，供奉媽祖(天上聖母)。由當時參與的十二姓氏，依序分設為林姓、顏姓王姓李姓呂姓、陳姓、大集姓、黃姓、周姓、鄭姓等七股，每年『媽祖』聖誕日，輪值奉祀、主持慶典。公元1777年公館尾的李姓族人集資於其地創建宰樞廟(上帝宮廟)供奉由原籍家鄉的玄天上帝公神像。李姓同宗七大房之後裔為參與籌建者，每年由各房輪值祭典，訂農曆三月初三為祭典日，祭典後則開族親會並於會後宴敘，有別於他廟所沒有的宗族色彩。公元1785年，庄民在長福巖右後方興建福安宮(土地公廟)。至此三角湧周邊，已有四間超過200年歷史的廟宇比鄰而居，這在台灣是相當罕見的。
公元1777年開墾柑園、劉厝埔方面的安溪人與客家人因爭地造成閩粵械鬥，粵人敗北遷往中壢、楊梅，三角湧、鶯歌石成為泉州人村落。此後近百年泉州人與客家人、漳州人械鬥不斷。
公元1787年林爽文反清事變時，其部下林小文於三月十二日~十六日及二十二日連攻海山庄。住民黃日勉調眾合力堵禦，清軍亦率師來救，雙方大戰於柑林陂。可見當時三角湧已開墾發展成為一重要地區。隔年福康安將軍平定林爽文之役，雷朗族諸社民頗為清兵所用，遂奏請屯番。
三角湧早期主要產業為一般農耕，副業為山林產物。公元1792年時清廷開放八里坌港，北部商業活動開始興起，艋舺以優越的水運條件成為台北盆地貨物的集散中心，三角湧亦轉型成為河港城鎮。當時一般百姓所穿的布衣是由大菁這一種染料植物所製成的，完成後的衣物顏色為藍色，因此又稱藍染。三角湧所產的大菁可經由水運輸出到上游交易買賣，又有得天獨厚的清澈河水可供漂洗染布，帶動了三角湧染布業的興起。大菁也成為淡水河流域最早的大宗經濟作物。

## 19世紀
乾隆末年、嘉慶初年間三角湧地區人口與日俱增，商業日漸興盛。在可通行中小型帆船的航運優勢下，三角湧市街成為附近聚落農產品與日用品交易買賣的集散地與轉運站，碼頭位置大約就在宰樞廟前方。
公元1796年（嘉慶初年）開拓臺北盆地西南中坑的陳金聲也轉移「陣地」，前來開墾原隸泰雅族的八張、中埔及對岸的礁溪，不久黃登龍、黃再春、白明朗、蘇秀顏、劉生金、秦裕密（一說劉裕密）等相繼入墾劉厝埔、麥仔園、十三添、大埔、麻園等地區。
公元1808年陳茂善、陳淑綿造橫溪通往成福庄的道路。公元1822年（道光二年）翁添在成福種菁樹，從事製染。公元1825年三峽近郊開始從事樟腦製造。
公元1833~1834年，桃仔園一帶閩、粵各庄械鬥，亦波及海山堡。公元1840年三角湧經成福、暗坑到新店的道路貫通。
公元1853年（咸豐三年）北部四縣泉漳械鬥，混亂長達三年。公元1859年三角湧、員樹林、龜崙口、桃仔園、埔仔等處泉漳械鬥，同年九月新莊、枋寮，擺接的泉漳再起械鬥，三角湧、成福相助泉州人擊退。直至三年後，清廷派兵鎮壓，械鬥才停止。械鬥結束後，三角湧、柑園一帶除成福地區有泉、漳人混居外，其他地方幾乎為泉州人所居住，安溪人在三角湧的地位也更形穩固。
1875年設淡水縣以後，海山一帶改隸淡水縣海山堡；三角湧街置總理、董事及保長。
1886年四月，因應開山撫番政策，三角湧一帶設三角湧撫墾分局，並於獅子頭（在新店方面）、加久嶺（在三角湧方面）設防番屯所，由林維源任總局總辦，倣勇營制，組織番勇，設北路隘勇五營，右營於三角湧，加強邊境防禦，並監視大豹共同體活動。。
1894年，海山地方計畫改歸南雅廳海山堡，惟遇福建臺灣省割讓予日本而不及實現。